# برانگو
برانگو (به اسپانیایی: Berango) یک دهستان در اسپانیا است که در Uribe-Kosta واقع شده‌است. برانگو ۸٫۹ کیلومتر مربع مساحت و ۶٬۹۲۵ نفر جمعیت دارد و ۳۱ متر بالاتر از سطح دریا واقع شده‌است.